# Teratophyllum clemensiae
Teratophyllum clemensiae är en träjonväxtart som beskrevs av Holtt. Teratophyllum clemensiae ingår i släktet Teratophyllum och familjen Dryopteridaceae. Inga underarter finns listade.